# American Eagle Eaglet 31
El Eaglet 31 fue un monoplano ultraligero de ala alta estadounidense de principios de los años 30 del siglo XX, construido por la American Eagle Aircraft Corporation.

## Diseño y desarrollo
La American Eagle Aircraft Corporation se encontró con que la demanda por su biplano A-129 y sus otros modelos había sido gravemente afectada por el desplome del mercado de valores de Wall Street a finales de 1929, lo que marcó el comienzo de la Gran Depresión. El pequeño ultraligero biplaza en tándem Eaglet fue diseñado, por tanto, para captar la demanda de los pilotos con bolsillos más modestos. El primer modelo fue el Eaglet 230 de 1930, motorizado inicialmente con el Cleone de 25 hp. La mayoría de los Eaglet 230 tardíos fueron motorizados con el motor radial Szekely de tres cilindros y 30 hp, siendo producidos tras la fusión de American Eagle con Lincoln Aircraft en mayo de 1931.
El único Model A-31 de 1931, fue equipado con el más potente Continental A-50 de 50 hp, y fue seguido por los Model B-31 y B-32, motorizados con el Szekely SR-3 de 45 hp.
Los derechos de producción del Eaglet fueron más tarde a la American Eaglecraft, que produjo y reconstruyó más aviones de este diseño.

## Variantes
Eaglet 230
Versión inicial con motor Szekely SR-3 de 30 hp, 80 construidos (los 33 primeros bajo el certificado de tipo ATC 2-303, el resto, con el ATC 380).
Eaglet 231
Conversión del modelo 230, con motor Salmson AD-9 de 40 hp, 2 modificaciones (certificado de tipo ATC 2-387).
Eaglet A-31
Versión con motor Continental A-50 de 50 hp, uno construido (certificado de tipo ATC 2-583).
Eaglet B-31 y B-32
Versión con motor Szekely SR-3 de 45 hp (el B-32 tenía modificaciones menores de control), 13 construidos (certificado de tipo ATC 450).

## Historia operacional
Los diferentes modelos del Eaglet fueron volados antes de la guerra por pilotos privados. Existían aproximadamente 12 aviones originales en 2001, de los que algunos todavía estaban en condiciones de vuelo.

## Especificaciones (Eaglet 230)
Referencia datos: Simpson, 2001, p. 41

### Características generales
- Tripulación: Uno.
- Capacidad: Dos pasajeros.
- Longitud: 6,63 m
- Envergadura: 10,44 m
- Altura: 2,36 m
- Peso vacío: 212 kg
- Peso cargado: 393 kg
- Peso útil: 181,4 kg
- Planta motriz: 1× motor radial de tres cilindros refrigerado por aire Szekeley SR-3.
  - Potencia: 22 kW (30 hp)

### Rendimiento
- Velocidad nunca excedida (Vne): 129 km/h
- Velocidad crucero (Vc): 113 km/h
- Velocidad de entrada en pérdida (Vs): 48,3 km/h
- Alcance: 450 km
- Régimen de ascenso: 3,3 m/s (650 pies/min)